# Maimiti
Maimiti est un prénom féminin tahitien.

## Étymologie
Maimiti est composé de Mai et de Miti. L'Académie tahitienne retient plusieurs sens et emplois de Mai. C'est un adverbe de direction qui indique une action se faisant vers le locuteur, c'est aussi une préposition marquant le départ d'un mouvement, à ne pas confondre avec Ma'i, la graphie Maï n'existe pas en tahitien. Selon la même source, Miti est un nom qui désigne l'eau de mer, la mer ou le sel.
Le prénom Maimiti peut se traduire par vague déferlante, appel de la mer ou encore femme venant de la mer[réf. nécessaire].

## Occurrences célèbres
Maimiti est le prénom de la compagne tahitienne de Fletcher Christian interprété par Marlon Brando dans Les Révoltés du Bounty. Le rôle y est tenu par Tarita Tériipaia.
Maimiti Kinander est élue Miss Tahiti en 1981.
Maimiti, l'enfant des îles est un téléfilm de 2001, comédie dramatique de Serge Meynard avec Hélène de Saint-Père et Serge Hazanavicius abordant le sujet des enfants polynésiens adoptés en France en lien avec la tradition d'adoption ouverte dite fa'a'amu.

## Autres emplois
Maimiti est employé comme nom de bateaux,.